# José Maria Dalvit
Dom José Maria Dalvit MCCJ (Pressano, 15 de setembro de 1919 - São Mateus, 17 de janeiro de 1977) foi um padre comboniano e bispo católico nascido na Itália e radicado no Brasil. Foi o primeiro bispo da Diocese de São Mateus.

## Biografia
Nasceu em 15 de setembro de 1919 em Pressano, na Itália. Fez sua profissão religiosa na Congregação dos Missionários Combonianos em 1937 e foi ordenado sacerdote em 10 de abril de 1943. Em 1953 foi enviado ao Brasil para atuar nas paróquias de Serra e Fundão, no estado do Espírito Santo.
No ano seguinte foi transferido para Nova Venécia e de 1955 a 1957 trabalhou na paróquia de São Mateus. Nesse ano assumiu a paróquia de Montanha e em seguida mudou-se para São Paulo, onde trabalhou na paróquia do Jardim Caxingui.
Ao ser criada a diocese de São Mateus, foi eleito seu primeiro bispo em maio de 1959. Foi sagrado em Vitória no dia 29 de junho desse mesmo ano e tomou posse na diocese em 20 de setembro. Participou das quatro sessões do Concílio Vaticano II e no dia 20 de junho de 1970 renunciou à diocese por motivo de saúde, sendo então nomeado bispo titular de Sullectum.
Dois anos depois foi nomeado bispo titular de Munatiana e auxiliar de Belo Horizonte. Faleceu em São Mateus em 17 de janeiro de 1977 e foi sepultado na antiga catedral diocesana.